# Acaipalme
Acaipalme (portugisisk: [aˌsaˈi] ( lytte), fra Tupi-Guarani asaí;) eller Kålpalme (Euterpe oleracea)  er et palmetræ af slægten Euterpe, der dyrkes for sin frugt og "palmehjerter". Dens navn kommer fra det brasilianske portugisiske ord ïwaca'i = "[frugt som] græder eller udstøder vand". Den globale efterspørgsel efter frugten er vokset hurtigt i de seneste år, og er nu den primære grund til at palmen dyrkes. Euterpe edulis (juçara) er en nært beslægtet art, som nu er den primære kilde til "palmehjerter".
Euterpe oleracea kommer hovedsageligt fra Brasilien og Trinidad og det nordlige Sydamerika, primært i sumpe og flodsletter. Açaípalmer er høje, slanke palmer, der vokser til mere end 25 m, med finnede blade, der er op til 3 m lange.

## Frugt
Frugten, almindeligvis kendt som açaí-bær, er et lille, rundt, sort-lilla bær omkring 25 mm i omkreds, ligner i drue, men er mindre og med mindre frugtkød. Bærret vokser i forgrenede klaser af 500 til 900 frugter. Skallen af de modne frugter er en dyb lilla farve, eller grøn, afhængigt af hvor modent bærret er. Frugtkødet er tyndt, med en ensartet tykkelse på 1 mm eller mindre. Det omgiver den store, hårde kerne, der indeholder et enkelt stor frø på 7–10 mm i diameter. Frøene udgør op 80% af frugten. Der produceres og høstes to gange i den tørre årstid mellem juli og december.

## Galleri
- En lund af Açaí palmer i Brasilien
- Adskillelse af açaí frugtkød fra frø på markedet, Belém, Pará, Brasilien
- Açaí-bær

## References
1. ↑  "açai: definition of açai in Oxford dictionary - American English (US)". Arkiveret fra originalen 9. november 2015. Hentet 30. april 2016.
2. ↑  Cardoso, S.R.S.; Eloy, N.B. (4. juni 2000). "Genetic differentiation of Euterpe edulis Mart. populations  estimated by AFLP analysis" (PDF). Molecular Ecology. 9: 1754. doi:10.1046/j.1365-294x.2000.01056.x. Hentet 2. februar 2013.
3. ↑  "Kew World Checklist of Selected Plant Families". Arkiveret fra originalen 10. januar 2016. Hentet 30. april 2016.
4. ↑  "Euterpe oleracea". "Food and Agriculture Organization of the United Nations". Arkiveret fra originalen 10. oktober 2014. Hentet 2. februar 2013.
5. ↑  Marcason, W. (2009). "What is the Açaí Berry and Are There Health Benefits?". Journal of the American Dietetic Association. 109 (11): 1968-1910. doi:10.1016/j.jada.2009.09.017. PMID 19857637.